# Paolo Facchinelli
Paolo Facchinelli (Asola, 26 agosto 1987) è un nuotatore italiano, della società Nuoto Club Azzurra 1991.

## Carriera
Delfinista specializzato nella gara più corta, è in nazionale maggiore dal 2009, quando ha vinto il suo primo titolo italiano ed ha partecipato ai Giochi del Mediterraneo di Pescara e ai mondiali di Roma. L'anno successivo ha vinto due titoli nei 50 m delfino e ottenuto il suo primo successo internazionale; agli Europei in vasca corta di Eindhoven ha vinto la medaglia d'argento nella staffetta 4×50 m mista con Mirco Di Tora, Fabio Scozzoli e Marco Orsi e si è piazzato quarto nella gara individuale a due centesimi dal podio. Convocato anche ai mondiali in vasca da 25 metri di Dubai, si è fermato in batteria nelle tre gare in cui ha nuotato.
Nel 2011 ha continuato ad essere il migliore in Italia sulla distanza dei 50 m delfino confermandosi anche in nazionale alle Universiadi di Shenzhen dove ha vinto la medaglia d'argento, sua prima individuale in una competizione di tale livello, cui è seguita quella di bronzo nella staffetta 4×100 m mista.

## Palmarès
| Campionati mondiali            | 50 m farfalla         | ---                   | ---                                       |
| 2009 Roma Italia               | 21º in batteria 23"65 | ---                   | ---                                       |
| Mondiali in vasca corta        | 50 m farfalla         | 100 m farfalla        | 4×100 m mista                             |
| 2010 Dubai Emirati Arabi Uniti | 27º in batteria 23"57 | 38º in batteria 52"81 | 10º in batteria - 3'30"34 frazione: 52"07 |
| Europei in vasca corta         | 50 m farfalla         | ---                   | 4×50 m mista                              |
| 2010 Eindhoven Paesi Bassi     | 4º 23"25              | ---                   | Argento: 1'33"83 frazione: 22"80          |
| 2011 Stettino Polonia          |                       | ---                   | Oro: 1'33"18 frazione: 23"02              |
| Universiadi                    | 50 m farfalla         | 100 m farfalla        | 4×100 m mista                             |
| 2011 Shenzhen Cina             | Argento 23"85         | 17º in batteria 54"37 | Bronzo: 3'38"75 frazione: 53"27           |
| Giochi del Mediterraneo        | 50 m farfalla         | ---                   | ---                                       |
| 2009 Pescara Italia            | 4º 23"83              | ---                   | ---                                       |

### Campionati italiani
5 titoli individuali
- 5 nei 50 m farfalla

| Anno | Edizione    | farfalla 50 m | farfalla 100 m |
| ---- | ----------- | ------------- | -------------- |
| 2006 | Estivi      | 3             | -              |
| 2007 | Primaverili | 2             | -              |
| 2008 | Estivi      | 2             | -              |
| 2009 | Primaverili | 1             | -              |
| 2010 | Primaverili | 2             | -              |
| 2010 | Estivi      | 1             | -              |
| 2010 | Invernali   | 1             | 2              |
| 2011 | Primaverili | 1             | 2              |
| 2011 | Estivi      | 1             | -              |
| 2011 | Invernali   | 2             | -              |